# Собор новомучеников и исповедников Верейских и Наро-Фоминских
Собор новомучеников и исповедников Верейских и Наро-Фоминских — праздник Русской Православной церкви, установлен в память новомучеников и исповедников Верейских и Наро-Фоминских, расстрелянных в сентябре и декабре 1937 года на Бутовском полигоне под Москвой.
По благословению митрополита Крутицкого и Коломенского Ювеналия празднование Собора новомучеников и исповедников Верейских и Наро-Фоминских совершается 15 / 28 декабря, в день памяти священномученика Илариона (Троицкого), архиепископа Верейского, возглавляющего Собор новомучеников Наро-Фоминской земли.
В Никольском соборе Наро-Фоминска находится икона «Собор новомучеников и исповедников Верейских и Наро-Фоминских».

## Состав собора

### Преподобноисповедники
- Афанасия (Лепешкина)
- Евдокия (Бучинева)

### Священномученики
- Борис Назаров — 4 / 17 февраля
- Евстафий Сокольский — 4 / 17 февраля
- Владимир Покровский — 13 / 26 февраля
- Константин Соколов — 12 / 25 марта
- Николай Тохтуев — 4 / 17 мая
- Николай Запольский — 14 / 27 июня
- Алексий Красновский — 29 июля / 11 августа
- Петр Юрков и мученик Симеон Туркин — 10 / 23 сентября
- Димитрий Розанов — 26 сентября / 9 октября
- Петр Пушкинский — 30 сентября / 13 октября
- Георгий Архангельский — 1 / 14 октября
- Василий Озерецковский — 8 / 21 октября
- Николай Соколов — 18 / 31 октября
- Александр Соловьев — 23 октября / 5 ноября
- Александр Смирнов, Феодор Ремизов — 1 / 14 ноября
- Симеон Кречков — 3 / 16 ноября
- Алексий Никатов — 20 ноября / 3 декабря
- Илия Зачатейский — 26 ноября / 9 декабря
- Василий Соколов — 27 ноября / 10 декабря
- Иларион (Троицкий) — 15 / 28 декабря

### Мученики
- Димитрий Казамацкий — 4 / 17 февраля
- Иоанн Шувалов — 4 / 17 февраля
- Алексий Серебренников — 30 сентября / 13 октября
- Иоанн Чернов — 28 марта / 10 апреля

### Священноисповедники
- Михаил Виноградов — 18 / 31 мая

### Преподобномученики
- Валентин (Лукьянов) — 19 мая / 1 июня
- Гавриил (Гур) — 6 / 19 ноября
- Иларион (Писарец) — 20 ноября / 3 декабря
- Магдалина (Забелина) — 25 ноября / 8 декабря